# Mixcoatl
Mixcoatl (oblačna kača) je v azteški mitologiji bog lova.
Upodobljen je kot oblečena kača.
Je mož Coatlicue.